# Дель Кларо, Антонио
Антонио Лауро дель Кларо (порт. Antonio Lauro Del Claro; род. 1950, Сан-Паулу) — бразильский виолончелист.
Начал учиться играть на виолончели в семилетнем возрасте у своего отца. В 1967—1973 гг. концертмейстер виолончелей в Муниципальном симфоническом оркестре Сан-Паулу, затем отправился совершенствовать своё мастерство в Европу. Занимался в Италии в мастерских Энрико Майнарди и Раду Алдулеску, во Франции у Робера Сальеса и в Швейцарии у Пьера Фурнье, оказавшего на него наибольшее влияние. Одновременно в 1974—1976 гг. выступает в этих странах как ансамблист, в том числе в составе дуэта виолончелей с Франсуа Ги.
Вернувшись в Бразилию, в 1976—1986 гг. был концертмейстером виолончелей в симфоническом оркестре Университета Сан-Паулу под управлением Камарго Гварньери. В 1988—1995 гг. играл в составе фортепианного трио с Ярой Бернетте и Айртоном Пинто, записал фортепианные трио Эйтора Вилла-Лобоса.
В 1983—1998 гг. профессор Университета Кампинаса, в 1995—2001 гг. — Колумбийского университета в США. Затем преподавал в Белене, возглавляя также струнный оркестр, основал в городе международный музыкальный фестиваль.
Как исполнитель Дель Кларо наиболее известен своей приверженностью современной бразильской музыке.